# Josefin Gustafsson
Josefin Gustafsson, född 10 oktober 1991 i Umeå, är en svensk fotomodell, mest känd för att ha vunnit den sjätte upplagan av Top Model Sverige.